# Eric Pang
Eric Pang (Groningen, 30 januari 1982) is een Nederlands badmintonspeler. Hij behaalde als lid van het BC Amersfoort-team, samen met Lotte Bruil-Jonathans, Yao Jie, Larisa Griga, Dicky Palyama en Chris Bruil, de finale van het Europese kampioenschap in 2007 in Amersfoort. Deze werd verloren van NL Primorje. Eerder speelde Pang voor BC Duinwijck en BV Van Zijderveld.
Pang werd in 2001 zowel Nederlands als Europees kampioen bij de jeugd. In 2003 bereikte hij de finale van de Velo Dutch International, die hij verloor. In 2005 werd hij tweede op de US Open en Ierse Open kampioenschappen en won hij de Open Noorse kampioenschappen. In september 2008 boekte hij succes door in Taiwan de halve finale van een Grand Prix Gold te halen. Naast deze successen behaalde Pang meerdere NK-finales, die hij de laatste drie jaar won, daarvoor verloor hij altijd van Dicky Palyama. In september 2011 neemt hij de 41ste plaats in op de wereldranglijst, waarmee hij de hoogst genoteerde Nederlander is.

## NK
Pang werd in januari 2009 voor het eerst Nederlands kampioen bij de senioren. Hij versloeg in de finale Dicky Palyama, die hij daarmee van zijn historische tiende titel op rij afhield, in twee sets met 21-11 en 27-25. De Groninger speelde in 2007 en 2008 eveneens de finale tegen Palyama, maar trok toen beide keren nog aan het kortste eind. Pang haalde eerder in 2003 samen met Tijs Creemers de finale van het dubbelspeltoernooi, maar verloor ook deze (van Dennis Lens/Joéli Residay).
Pang trouwde in januari 2009 met de Chinees-Nederlandse badmintonspeelster Yao Jie. Ze wonen in Arnhem.
In 2010 werd Pang voor de tweede maal op rij Nederlands kampioen, door nogmaals Palyama in de finale af te houden van het record van tien titels. 
Op zondag 6 februari 2011 was hij wederom de winnaar van de NK badminton. In een bloedstollende finale van het herenenkelspel was Pang zijn tegenstander Palyama voor het derde jaar op rij de baas: 22-20, 15-21 en 26-24. Hij herhaalde die prestatie een jaar later. Ditmaal was hij in de finale, gespeeld op zondag 5 februari 2012 in Almere, met tweemaal 21-13 te sterk voor Palyama. Pang wint op 14 oktober 2012 de Dutch Open in Almere, weer tegen Palyama. Pang is pas de tweede Nederlander die de Dutch Open wint. In 1936 won Edward den Hoed jr. dit toernooi.

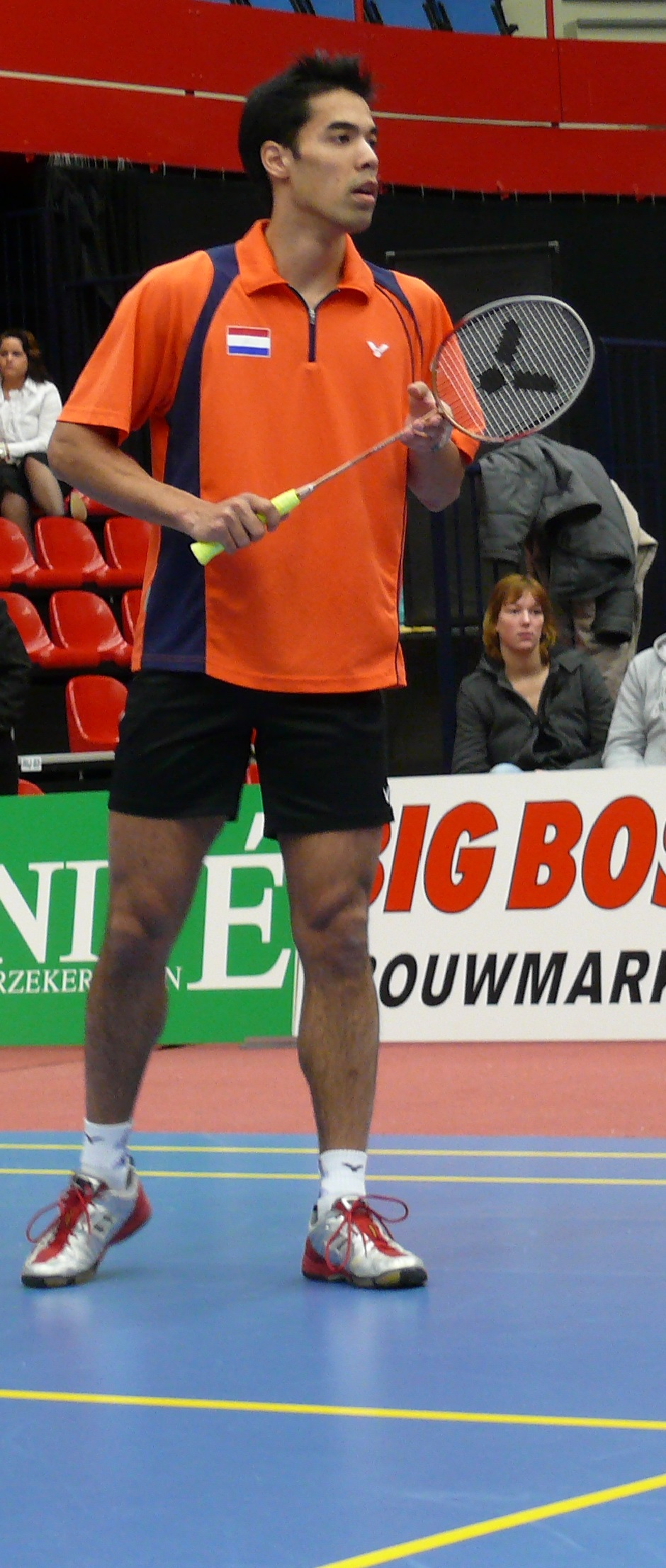
Eric Pang (NED)